# Dansk litteratur
|  | For Jørgen Leths film, se Dansk litteratur (film) |
Dansk litteratur omfatter den litteratur, der er skrevet af danskere, i Danmark eller på dansk. De første spor stammer fra runeindskrifter fra jernalderen og vikingetiden, men begynder for alvor i middelalderen og nyere tid. Dansk litteratur omfatter forfattere som Saxo Grammaticus, Søren Kierkegaard, H. C. Andersen, Henrik Pontoppidan og Karen Blixen. Da Danmark i en del af sin historie også havde overherredømmet over Norge deler de to nationer en fælles kultur og litteratur og derfor en del forfattere. Mest kendt er Ludvig Holberg.

## Middelalderen
De tidligste bevarede tekster fra Danmark er runeinskriptioner på mindesten og andre objekter. En del af disse består af korte digte i stavrim. Religionsskiftet betød at Danmark kom i tættere kontakt med den europæiske lærdomstradition, da kirkefolk uddannet i latinsk skriftkyndighed kom til landet. I 12. århundrede blev de første egentlige danske litterære værker, og ca. 1200 blev hovedværket i dansk middelalder, Gesta Danorum (Danernes bedrifter) om Danmarks heroiske fortid, skrevet af Saxo på latin. Dette var ikke bare en krønike om gamle dage, men også en samtidsaktuel politisk fortælling. De omfattende legendariske fortællinger om de første danske konger havde stor underholdningseffekt, og bidrog til at skabe en dansk selvforståelse og udenlandsk respekt. Dette gjaldt ikke kun i højmiddelalderen, men helt op i nyere tid. Bogen blev første gang trykt i Paris i 1514. Saxo har været kilde til legenden om Hamlet. Han blev hovedperson i William Shakespeares berømte drama. Men Saxos tekst er også en vigtig primærkilde til studiet af skandinaviske myter og legender foruden at være en livlig redegørelse for dansk historie op til forfatterens egen tid. Selv om Saxo antagelig tilhørte kirken var hans værk verdslig i sin natur, modsat ærkebiskop Anders Sunesens (ca 1167-1228) Hexaëmeron. Med det konstruerede han en teologisk skabelsesdigt på latin, skrevet på heksameter og dens 8 040 vers fremstillede den skolastiske teologis dogmer.
En vigtig dansk genre fra middelalderen er folkevisen, den er den danske udgave af den fælleseuropæiske balladegenre. Mere end 500 forskellige sange er overleveret til i dag, mere end fra noget andet europæisk land. Mange af dem blev nedskrevet i manuskripter fra renæssancen, andre fra 18. og 19. århundrede. Balladerne blev gennem hele middelalderen og århundrederne overleveret mundtlig, og var hovedsageligt episke digte. Indholdet var normalt ridderromancer og eventyr, men kunne også være meget burleske sange. Deres alder er fortsat diskuteret, men mellem 1200 og 1500 er det tidsrum, der oftest er blevet foreslået i forbindelse med deres datering. En af grundende til at så mange ballader blev bevaret i Danmark, var at adelskvinder allerede i 1500-tallet begyndte at nedskrive de hidtil mundtlige ballader. På grundlag af disse udgav præsten og historikeren Anders Sørensen Vedel (1542-1616) sin bog Hundredvisebogen i 1591. Den var da den første i sin art i Nordeuropa. Vedel udgav også en oversættelse af Saxos Gesta Danorum til dansk mellem 1570 og 1575. I 1695 udgav præsten og sprogforskeren Peder Syv (1631-1702) en ny udgave af Vedels visesamling med en udvidelse på hundrede nye ballader, som han kaldte Kjæmpevisebogen. Den bog blev meget populær, ikke bare i Danmark, men også i Norge og på Færøerne. Danske ballader blev også oversatte til tysk, bl.a. af Johann Gottfried von Herder i 1778-1779. Her fandt Johann Wolfgang Goethe inspiration til sit digt Der Erlkönig (Alfekongen, 1782)

## Reformationen
I 1500-tallet blev den lutherske reformation bragt til Danmark, og derved begyndte en ny periode i landets litteratur. Betydelige forfattere fra denne tid omfattede humanisten Christiern Pedersen (ca 1480-1554), som oversatte Det nye testamente til dansk, og humanisten Poul Helgesen (1485-1534), som heftigt modsatte sig reformationen. Han skrev Skibbykrøniken på latin, et historisk værk, hvor han især behandlede sin egen samtid i en stærkt polemisk form. I 1500-tallet blev også de første skuespil skrevet i Danmark, bl.a. af Hieronymus Justesen Ranch (1539-1607). Fra hans hånd kender vi titler som Kong Salomons hyldning (opført 1584), Samsons fængsel (opført 1599), Karrig Niding (opført 1633) og Fuglevisen (opført 1876) .
Først i 1600-tallet ved begyndelsen af enevælden begyndte en bevist sprogpolitik, da man ved de lærde institutioner begyndte at etablere et regulært og ensrettet skriftsprog. Præsten Thomas Kingo (1634-1703) var den store salmedigter i denne epoke. Han debuterede i bogform i 1655 med Seeby-Gaards-koe-klage (digt), og fra 1665 udgav han jævnlig digtsamlinger og skrev flere salmer. Mange af dem blev som noget nyt skrevet til verdslige melodier. Kingos salmebog, dens officielle titel var Dend Forordnede Ny Kirke-Psalme-Bog blev i 1699 autoriseret af kongen til brug i alle kirker i Danmark-Norge. Med hans lidenskabelige salmer udviklede fik sangen et nyt oversanseligt litterært udtryk. 1600-tallet var, med lærde som Ole Worm (1588-1654) i første række, også en tid for fornyet interesse for skandinavisk oldtid. Selv om religiøs dogmatisme fortsat var i fremgang. Eksterne stridigheder med Sverige og intern rivalisering iblandt den danske adel, der førte til enevælden i 1660, blev nedskrevet fra en kongelig fanges perspektiv i Jammersminde. Det er et inderligt stykke prosa af Leonora Christina Ulfeldt (1621-1698). Der sad fængslet i Blåtårn i næsten 21 år. Værket blev først udgivet i 1869.

## Dansk litteraturs fader
Traditionelt har danske litteraturhistorikere betragtet Ludvig Holberg (1684-1754) som dansk litteraturs fader. Holberg, som blev født i Bergen, havde en omfattende produktion; han skrev farcer, historiske og moralfilosofiske værker. Dansk dramatradition har sin oprindelse, og, vil nogle måske mene, også sit højdepunkt, i de 25 komedier som Holberg skrev i et voldsomt kreativt udbrud (Den poetiske raptus) for Lille Grønnegade Theatre (1722-1728) på et tidspunkt da dansk scenekunst ellers var ny og ukendt. En del titlerne opføres stadig, bl.a. Den politiske Kandestøber, Jeppe paa Bierget, Den Stundesløse, og Erasmus Montanus.
Holberg var delvis inspireret af den franske komedieforfatter Molière (1622-1673), delvis af romeren Plautus’ (254 f.v.t.-184 f.v.t.) burleske komedier, og til dels af italiensk Commedia dell'arte, det folkelige gadeteater, han selv havde set i Rom. Oplysningstidens tanker om sund fornuft, som Holberg siden gjorde sig til talsmand for i sine historiske og filosofiske værker, er derimod vanskelige at finde i hans teaterstykker, der i stedet var præget af en robust og barok samtidshumor.

## Romantikken
I tiden mellem oplysningstiden og romantikken gjorde Jens Baggesen (1764-1826) sig kendt. Hans første forsøg som digter begyndte dog med små komiske vers i stil med nordmanden Johan Herman Wessel (1742-1785). Hovedværket kom med Labyrinthen (1792-1793), en halvbiografisk beskrivelse af en rejse gennem Europa, og som også nærmest er en tidlig psykologisk roman. Næsten en tredjedel af Baggesens forfatterskab blev skrevet på tysk, og hans store episk digt Parthenaïs (1802-1803) kom i flere oversættelser, dog ikke på dansk før så sent som 1965.
Steen Steensen Blicher (1782 – 1848) fik sit gennembrud som novelleforfatter, da hans Samlede Noveller, bd. 1-4, udkom i 1832 og 1834. Hans popularitet hos læserne gjorde ikke indtryk på anmelderne, som generelt bedømte hans produktion som mindre betydningsfuld. Først langt senere blev hans "tragiske realisme" anerkendt. 
I Adam Oehlenschlägers (1779-1850) forfatterskab er der to hovedværker: Digte 1803 (som udkom allerede i 1802), og Poetiske Skrifter I-II (1805), bl.a. med digtet Aladdin. Et af hans bedst kendte digt findes i den førstnævnte samling, og er Guldhornene (se Gallehus-hornene). Oehlenschläger regnes som Danmarks første store romantiske forfatter, og hans mest berømte værk er den danske nationalsang Der er et yndigt land.
Oehlenschläger indledte både romantikken og den såkaldte danske guldalder eller Københavnerskolen . Det betegner en periode i dansk historie, da kunst- og kulturlivet, særligt i København, nåede et højdepunkt. Perioden strækker sig fra omkring 1800 til 1850 . Guldalderens begyndelse sættes normalt til sammenfaldet af to begivenheder: Oehlenschlägers digt Guldhornene og naturfilosoffen Heinrich Steffens (1773-1845), som var født i Stavanger, hjemkomst efter sin dannelsesrejse og hans foredrag om turen. Afslutningen på perioden sættes sædvanligvis til ca. 1848/50, da de mest betydningsfulde navne enten var døde eller ikke længere var aktive.
I berømmelse og oplag kommer Oehlenschläger, som ellers var godt kendt i Europa, og særligt i Tyskland, alligevel ikke i nærheden af den berømmelse, som kom H. C. Andersen (1805-1875) til del. Litteraturhistorisk er H.C. Andersen blevet karakteriseret som den danske forfatter, der markerer overgangen fra romantikken til tidlig realisme. Hans udgangspunkt som digter var ikke let; hans far døde mens han var og ung, og han fik kun en nødtørftig uddannelse i fattigskolen. Allerede i 1830’erne og 1840’erne] fik hans romaner og eventyr et gennembrud i mange lande, først i tysk oversættelse og siden i engelsk. I 1859 blev han i en fransk biografisk encyklopædi beskrevet af Louis Gustave Vapereau som en af de mest originale poeter i 1800-tallets europæiske litteratur.
Til trods for sit øvrige forfatterskab er det først og fremmest eventyrene som han huskes for, og som er blevet oversat til mere end hundrede sprog, blandt dem er Kejserens nye klæder (1837), Den grimme ælling (1843), og Pigen med svovlstikkerne (1848). I eftertiden har eventyrene givet ham en reduceret status som en idealistisk forfatter for børn, men disse fabulerende fortællinger har flere lag, som ikke nødvendigvis bliver opfattet på samme måde af alle aldersgrupper, og flere af dem blev ikke en gang skrevet med børn for øje, – noget H. C. Andersen selv lagde stor vægt på. Mere end nogen anden dansk forfatter har H.C. Andersen fået en nær ikonisk position.

## Kierkegaard og Grundtvig
H. C. Andersens samtidige, den lyriske filosof Søren Kierkegaard (1813-1855) blev i sin samtid nærmest betragtet som et marginalt fænomen. Men sidenhen er han blevet regnet som den største danske filosof og som fader til kristen eksistentialisme. Kierkegaards eksistensfilosofi kredsede omkring menneskets forskellige ’’stadier på livets vej’’ Det er karakteristisk at værkerne fra forfatterskabets første fase er udgivet under pseudonymer, men i Efterskriften vedkender Kierkegaard sig samtlige sine værker. Han var også en polemiker, og i kirkestormen i 1855 gik Kierkegaard voldsomt og sarkastisk imod kirken og dens præsteskab. Frygt og Bæven (1843) og Begrebet Angest (1844) er de to af hans værker, som har mest kendte i eftertiden. Logik og lærdom var centrale temaer i hans forfatterskab, der er rigt i omfang og fantasi. Han er kendt for at på én gang, at skrive så vanskeligt at det er helt uforståeligt, men samtidigt så let og smukt, at han anses som en af Danmarks største prosaister.
En anden forfatter, der den dag i dag stadig har stor indflydelse på dansk samfund og kultur, er præsten, poeten, og skolereformatoren Nikolai Frederik Severin Grundtvig (1783-1872). Han ideer om folkehøjskolen og om pædagogik generelt har haft en gennemgribende effekt på uddannelsessystemet. Grundtvig mente at læring ikke først og fremmest skulle bestå af terpning af teorier, som kun havde lidt at gøre med elevernes hverdag. Læring skulle i stedet udvikles gennem det levende ord i samtale mellem elev og lærer, og i forelæsninger, hvor det var elevernes hverdagsliv der stod i fokus. Udover salmerne er Grundtvigs kolossale forfatterskab derimod kun sjældent blevet udgivet i nyere tid. Det bestod bl.a. af teoretiske værker om Nordens mytologi. Det grundlæggende tema i Grundtvigs behandling af mytologien er påstanden om eksistensen af en højere gud over aserne, kaldet ’’Alfader’’ (i dag forklaret som et af Odins tilnavne). Grundtvigs forsøg på at tolke dette i en kristen sammenhæng har ikke vundet tilslutning sidenhen. Bogen blev udgivet både i Sverige og Tyskland. En personlig krise førte til at han vendte sig mod Martin Luther og samledigteren kom til syne igen; det resulterede bl.a. i salmen Dejlig er den himmel blå (1811), en af de mest populære danske julesalmer. Grundtvig var national i sin tankegang og arbejdede i sin digtning bl.a. med den ældre danske folkevisetradition, som en tolkede som en genuin folkelig genre.

## Det moderne gennembrud
Litterær kritik og analyse var i sin spæde begyndelse i den første halvdel af 1800-tallet. Men med kritikeren og litteraturforskeren Georg Brandes (1842-1927) fik de et foreløbigt højdepunkt. Hans første vigtige bidrag til litteraturkritikken var Æstetiske Studier (1868). Den består af flere korte monografier over danske poeter. Hans mest ambitiøse værk blev Hovedstrømninger i det 19. Aarhundredes Litteratur, som udkom i fire bind mellem 1872 og 1875. I det formulerede den 30 år gamle Brandes principperne for en ny realisme og naturalisme med ordene: Det, at en litteratur i vore dage lever, viser sig i, at den sætter problemer under debat.
Brandes’ opdagelse af Friedrich Nietzsche (1844-1900), som han introducerede for det nordiske kulturliv i forbindelse med en forelæsning i København foråret 1888 var formentlig, det som for eftertiden fik størst indflydelse. Forelæsningen blev siden i 1889 bearbejdet til en stor artikel, Aristokratisk Radikalisme, som også kom i en tysk oversættelse i 1890. Fra Brandes’ skrifter bredte Nietzsches berømmelse sig over hele Europa. Tidligere havde han været stort set ukendt. Den varige indflydelse bestod i mindre grad af Nietzsche i selv, som et skrivende og tænkende mennesker, men snarere at intellektuelle i Danmark og det øvrige Norden blev tvunget til at formulere deres eget standpunkt overfor den tyske filosof. Det angik også nordmændene Henrik Ibsen og Arne Garborg, svenskerne Ola Hansson og August Strindberg, samt danske Henrik Pontoppidan og ikke mindst filosoffen Harald Høffding (1843-1931), som protesterede heftig samme år mod Brandes i artiklen Demokratisk Radikalisme. En Indsigelse.
Brandes var en vigtig stemme i sin samtids den nordiske og europæiske debat. Han var fortaler for en ny journalistisk form og debatånd til det, han beskrev som en ny tidsalder. Den bevægelse, Brandes observerede i årene 1870-1880 kaldte han Det moderne gennembrud. Hans kulturradikalisme forblev under flere former et fremtrædende træk ved dansk kulturdebat helt op til nutiden. Brandes fik også varig betydning for svensk og norsk litteratur gennem sin påvirkning af forfattere fra begge lande.
En af periodens vigtigste forfattere, også internationalt, var romanforfatteren og lyrikeren (og videnskabsmanden) J.P. Jacobsen (1847-1885). J.P. står for Jens Peter. J.P. Jacobsen var foregangsmand for den naturalistiske bevægelse i dansk litteratur, og han blev selv en del af det moderne gennembrud. Han eget liv blev kort, da han døde kun 38 år gammel.
J.P. Jacobsen gjorde botanik til sit fag, og da han opdagede at Charles Darwin ikke var kendt i Danmark oversatte han selv Arternes Oprindelse og Menneskets Afstamning til dansk. Professionelt var J.P. Jacobsen en dygtig forsker, men i fritiden skrev han digte og andre tekster. Hans samlede værk består af to romaner, syv noveller, og en digtsamling som blev udgivet efter hans død. Til trods for den beskedne mængde, var dette nok til at placere ham blandt de mest indflydelsesrige danske forfattere. Et eksempel er den historiske roman Fru Marie Grubbe (1876), der var den førstefremstilling af en kvinde som et seksuelt væsen på dansk. Hans anden roman, Niels Lyhne (1880), fulgte en ateists skæbne i en nådeløs verden: hans mangel på tro bliver stillet på prøve ved tragedier og personlige kriser indtil han dør i krig, desillusioneret, men ikke angrende. J.P. Jacobsens første roman foregreb på mange måder D. H. Lawrence, mens han anden inspirerede bl.a. den tyske forfatter Thomas Mann foruden den engelske komponisten Frederick Delius i operaen Fennimore og Gerda (1908-1910).
Andre forfattere, der er blevet associeret med det moderne gennembrud, er bl.a. Holger Drachmann (1846–1908), Herman Bang (1857-1912), Sophus Schandorph, og Henrik Pontoppidan (1857-1943). Pontoppidan modtog i 1917 Nobelprisen i litteratur. 

## 20. århundrede

### Mellemkrigsårene
Det 20. århundrede blev indledt med en række reaktioner mod den naturalistiske bevægelse, der i højere grad havde national karaktér. Naturalismen blev videreført af bl.a. Martin Andersen Nexø, der med "Pelle Erobreren" (1906-1910) brød nye grænser ved at præsentere arbejderklassen, og især gennem dens portrætter af arbejderkvinder. I denne periode var der også en tendens til en regional litterær tilgang, et eksempel var Jeppe Aakjær (1866–1930) og hans kone Marie Bregendahls tekster fra Jylland. Ved at fokusere mere på personlige bekymringer bragte Johannes Jørgensen (1866–1956) og Nobelprisvinderen Johannes V. Jensen (1873–1950) en helt ny dimension ind i poesien, ved at flytte fokus fra lyrisme til eksistentialisme.
Karen Blixen (1885–1962), der også brugte pseudonymet Isak Dinesen, var en følsom forfatter, der skrev både på dansk og engelsk, og som ofte benyttede en eventyrlig stil. Hendes første succesfulde værk var den mystiske "Seven Gothic Tales", der blev udgivet i USA i 1934 (dansk: Syv fantastiske Fortællinger (1935)). Andre af hendes væsentlige værker omfatter hendes erindringer Den afrikanske Farm (1937), der beskriver hendes oplevelser i Kenya, og de to novellesamlinger, "Vinter-Eventyr" (1942) og "Sidste Fortællinger" (1957).

### Efterkrigstiden
Tove Ditlevsen (1917–1976) var en indflydelsesrig digter, novelle- og romanforfatter og essayist, og er en af de mest læste kvindelige forfattere i Danmark. Især hendes direkte stil og ærlige beskrivelser af sin barndom i Københavns fattigkvarterer gjorde hende meget populær allerede i 1940’erne. I 1976 begik hun selvmord. Blandt hendes mest populære værker er erindringsromanerne Barndommens Gade (1943) og Det tidlige forår (1976).
Klaus Rifbjerg (født 1931) har udgivet mere end 100 romaner, digt- og novellesamlinger og skrevet adskillige TV og filmmanuskripter. En af hans mest læste romaner er Den kroniske uskyld (1958), der handler om en generation, som oplevede problemer både med sin personlige udvikling og sin seksualitet. Med den skabte Rifbjerg et billede af sig som en provokerende og skandaløs forfatter. Romanen, der i dag regnes for en klassiker, er hans første værk med puberteten som tema. Det optræder også I mange af hans senere værker.
Dan Turèll (1946–1993) var en meget produktiv forfatter, der både skrev en serie på 12 krimininalromaner, hvoraf den første var Mord i mørket (1981) og den sidste Mord i San Francisco (1990), en passioneret selvbiografi, Vangede billeder (1975), adskillige digtsamlinger med moderne digte, essays, avisklummer o.m.a. Desuden var han kendt for sin selviscenesættelse.
Leif Davidsen (født 1950) arbejdede før sit gennembrud som forfatter som freelance journalist for Danmarks Radio og flere dagblade i Spanien og Sovjetunionen. Han skriver fortrinsvis thrillere, der kombinerer politik og spionage i Østeuropa. Han udgav sin første bog i 1984. Den er siden blevet efterfulgt af flere andre, der har opnået stor popularitet i Danmark, og som er blevet oversat til flere sprog. Romanerne Den russiske sangerinde (1988), Den serbiske dansker (1996) og Lime's billede (1998) er alle blevet filmatiseret.
Bjarne Reuter (født 1950) er en meget produktiv og populær forfatter, især indenfor børnelitteratur. Flere af hans historier er blevet filmatiseret, det gælder bl.a.Zappa (1977), Busters Verden (1979) og Drengene fra Sankt Petri. Hovedparten af hans bøger foregår i 1950’erne og 1960’ernes København, især Brønshøj. Reuter er i dag en af Danmarks mest læste forfattere.
Peter Høeg (født 1957) begyndte sin litterære karriere i 1988 med romanen Forestilling om det tyvende århundrede, hvori farverige karakterer oplever Danmarks udvikling til den moderne velfærdsstat. Det var imidlertid Frøken Smillas fornemmelse for sne fra 1992, der gav ham et egentlig gennembrud. Bogen blev filmatiseret i 1997, og som handler om den grønlandske kvinde, Smillas, forsøg på at løse mysteriet bag en lille drengs død pga. et fald fra et hustag i sneen nedenunder. Har siden udgivet De måske egnede (1994), Kvinden og aben (1996) og Den stille pige The Quiet Girl (2007).
Christian Jungersen (født 1962) har været på bestsellerlisterne både i Danmark og i udlandet med sine tre romaner, Krat, Undtagelsen og Du forsvinder. Romanerne er alle realistiske og har fokus på nuancerne det psykologiske spil mellem de få hovedpersoner. Derudover er de skrevet i overordentlig forskellige stilarter. Alle tre romaner har vundet literaturpriser, og Undtagelsen kom på førstepladsen da læserne af Berlingske Tidende stemte om den bedste danske roman i perioden 2000-2009.
Jens Christian Grøndahl (født 1959) begyndte sin litterære karriere i 1985 med romaner skrevet i den noget komplicerede franske nouveau roman-stil. Hans gennembrud kom i 1998 med den mere traditionelt konstruerede roman Lucca, der havde en langt mere generel appel. Især Grøndahls psykologiske indsigt i kærlighedsforhold mellem personer af forskellig har været medvirkende til, at gøre ham til en af de mest anerkendte moderne forfattere i Danmark.
Andre populære forfattere omfatter:
- Benny Andersen (født 1929) er Danmarks favoritdigter, bedømt ud fra antallet af solgte eksempler. Hans digtsamling Samlede digte (1998) er blevet solgt i over 100.000 kopier. Hans digte er blevet oversat til mere end tyve sprog.[17]
- Jane Aamund (født 1936) popularitet stammer især fra hendes erotiske selvbiografiske værk, der blev bestsellere i 1990’erne.[18]
- Anders Bodelsens (født 1937) realistiske værker omfatter thrillere, der udspiller sig et middelklassemiljø, og har fokus på forbrugersamfundets negative sider.[19]
- Christian Kampmanns (1939–1988) værker fokuserede især på overklassen i efterkrigstidens Danmark. Romanserien om Familien Gregersen fra 1970’erne står som en hovedværk[20]
- Svend Aage Madsen (født 1939) kombinerer i sine romaner gerne realisme med fantasy, det gælder bl.a. Tugt og utugt i mellemtiden (1976).[21]
- Dea Trier Mørch (1941–2001) opnåede international anerkendelse i 1976 med romanen Vinterbørn, der omhandler kvinders bekymringer og problemer i forbindelse med fødsler.[22]
- Jakob Ejersbo (1968–2008) brød igennem med romanen "Nordkraft". Nåede før sin død at færdiggøre en trilogi baseret på hans egen opvækst i Tanzania. I de to romaner "Eksil" og "Liberty" samt novellesamlingen "Revolution" fokuserede han på basale livsfornødenheder og længsler i menneskelivet.[23]
- Jussi Adler-Olsen (født 1950) blev en bestsellerforfatter i 1997 med sin første roman Alfabethuset. Den blev fulgt op med flere ligeså populære thrillere, heriblandt Flaskepost fra P (2009).[24]